# Daylight (chanson de Maroon 5)
Pour les articles homonymes, voir Daylight.
Singles de Maroon 5
One More Night
(2012) Love Somebody
(2013)
Daylight est une chanson du groupe de pop Maroon 5. C'est le troisième single de l'album Overexposed, sorti le 27 novembre 2012.

## Certifications
| Pays             | Organisme | Certification | Vente  |
| ---------------- | --------- | ------------- | ------ |
| Australie        | ARIA      | Platine       | 70 000 |
| Danemark         | IFPI      | Or            | 15 000 |
| Italie           | FIMI      | Or            | 15 000 |
| Nouvelle-Zélande | RIANZ     | Or            | 7 500  |